# Марк Антоний Палас (освободен)
Марк Антоний Палас (на латински: Marcus Antonius Pallas, † 62 г.) е роб на Антония Млада, майката на по-късния император Клавдий, от която е освободен през 31 г. Неговият по-малък брат Марк Антоний Феликс е прукуратор на провинция Юдея. Двамата братя произлизали от гръцките владетели на Аркадия.
Император Клавдий има особено голямо доверие на Палас, приема го в своя най-тесен съветнически кръг, назначава го за управител на имперските финанси (на латински: a rationibus) и участва в управлението.
През 48 г. Палас заедно с Нарцис има голямо участие в потушаването на опита за преврат на императрица Месалина. След нейната екзекуция той помага на Агрипина Млада, с която има тайна връзка, да стане новата съпруга на Клавдий и нейният син Нерон да бъде провъзгласен за наследник на трона.
През 52 г. той получава от Сената ornamenta praetoria, служебните инсигнии на един претор, което за един освободен е особено високо отличие. През 55 г. император Нерон го освобождава от всичките му служби. През 62 г. Нерон нарежда да го убият, за да му вземе неговото особено голямо богатство.
Неговият гроб се намирал на Виа Тибуртина преди първия миленкамък. Плиний Млади споменава надписа:
| „ | Huic senatus ob fidem pietatemque erga patronos ornamenta praetoria decrevit et sestertium centies quinquagies, cuius honore contentus fuit. На него Сенатът обеща заради неговата вярност и послушание към неговите господари-закрилници Инсигниите на един претор и пет милиона сестерци, при което той е доволен от честта. | “ |